# هانز هاينريش لامرز
هانز هاينريش لامرز (بالألمانية: Hans Heinrich Lammers) كان الفقيه والسياسي الألماني النازي البارز (4 يناير 1962 27 مايو 1879). من عام 1933 حتى عام 1945 شغل منصب رئيس الرايخ تحت أدولف هتلر.
ولد في سيليسيا، وهو ابن طبيب بيطري، درس القانون في جامعات بريسلا، وحصل على شهادة الدكتوراه في عام 1904، وعين قاضيا في (بيتوم) في 1912. كمتطوع وضابط من الجيش الألماني حصل على الصليب الحديدي من الدرجة الأولى والثانية خلال الحرب العالمية الأولى، ثم استأنف مهنته كمحام وانضم إلى حزب المحافظين الألمان الوطني الشعبي (حزب الشعب الوطني الألماني)، ووصل إلى منصب وكيل الوزارة في وزارة الرايخ الداخلية من عام 1922.

## روابط خارجية
- هانز هاينريش لامرز على موقع مونزينجر (الألمانية)
- هانز هاينريش لامرز على موقع إن إن دي بي (الإنجليزية)